# Scopalio verrens
Scopalio verrens là một loài nhện trong họ Clubionidae. Chúng được Christa L. Deeleman-Reinhold miêu tả năm 2001, và chỉ được tìm thấy ở Indonesia.